# Cyperus pernambucensis
Cyperus pernambucensis är en halvgräsart som beskrevs av Ernst Gottlieb von Steudel. Cyperus pernambucensis ingår i släktet papyrusar, och familjen halvgräs. Inga underarter finns listade i Catalogue of Life.